# Wojciech Krajewski (anestezjolog)
Wojciech Roman Krajewski (ur. 1949, zm. 14 maja 2021) – polski anestezjolog, prof. dr hab.

## Życiorys
Obronił pracę doktorską, 28 marca 2008 habilitował się na podstawie pracy zatytułowanej Ocena wybranych biomarkerów skutków zdrowotnych u pracowników sal operacyjnych narażonych na działanie podtlenku azotu (tlenku diazotu). Został zatrudniony na stanowisku profesora nadzwyczajnego w Katedrze Anestezjologii i Intensywnej Terapii Uniwersytetu Medycznego w Łodzi oraz w Klinice Anestezjologii i Intensywnej Terapii Medycznej Instytucie „Centrum Zdrowia Matki Polki”. 27 marca 2014 nadano mu tytuł profesora w zakresie nauk medycznych.
Był kierownikiem Kliniki Anestezjologii i Intensywnej Terapii Medycznej Instytutu „Centrum Zdrowia Matki Polki”.
Zmarł 14 maja 2021.